# Valley of the Gods (film)
Valley of the Gods is een Pools-Luxemburgse dramafilm uit 2019 onder regie van Lech Majewski. De hoofdrollen worden vertolkt door Josh Hartnett en John Malkovich.

## Verhaal
John Ecas (Josh Hartnett) arriveert in de Valley of the Gods nabij Monument Valley, waar de geesten van Navajo-goden in enorme stenen wonen. Hij is een copywriter wiens leven instortte toen zijn vrouw (Jaime Ray Newman) hem verliet. Als remedie stelde zijn therapeut (John Rhys-Davies) voor om gekke dingen te doen. Nadat hij dat had gedaan, besloot hij de Great American Novel te schrijven. De film visualiseert wat hij schrijft.
Wes Tauros (John Malkovich) is de rijkste man ter wereld die na een tragedie stom is geworden. Hij wil in de Valley of the Gods uranium delven. De Navajo's zijn verdeeld in degenen die het geld willen en degenen die boos zijn over de ontheiliging van heilige grond. Ecas duikt op bij Tauros' landgoed om zijn biografie te schrijven, maar eenmaal daar ontdekt hij vreemde dingen.
Het verhaal is doordrenkt van bewondering voor de Navajo's en van diepe minachting voor zowel de vulgaire hebzucht van Tauros als de allesoverheersende consumptiedrang van de maatschappij als geheel.

## Rolverdeling
| Acteur           | Personage    |
| ---------------- | ------------ |
| Josh Hartnett    | John Ecas    |
| Bérénice Marlohe | Karen Kitson |
| John Malkovich   | Wes Tauros   |
| John Rhys-Davies | Dr. Hermann  |
| Jaime Ray Newman | Laura Ecas   |
| Keir Dullea      | Ulim         |